# Center Point (Iowa)
Center Point es una ciudad situada en el condado de Linn, en el estado de Iowa, Estados Unidos. Según el censo de 2010 tenía una población de 2.421 habitantes.

## Geografía
Según la Oficina del Censo de los Estados Unidos, la localidad tiene un área total de 6,72 km², la totalidad de los cuales 6,72 km² corresponden a tierra firme.

## Demografía
Según el censo de 2010, había 2421 personas residiendo en la localidad. La densidad de población era de 360,27 hab./km². Había 942 viviendas con una densidad media de 140,18 viviendas/km². El 97,11% de los habitantes eran blancos, el 0,91% afroamericanos, el 0,37% amerindios, el 0,33% asiáticos, el 0,33% de otras razas, y el 0,95% pertenecía a dos o más razas. El 0,41% de la población eran hispanos o latinos de cualquier raza.